# Ballad

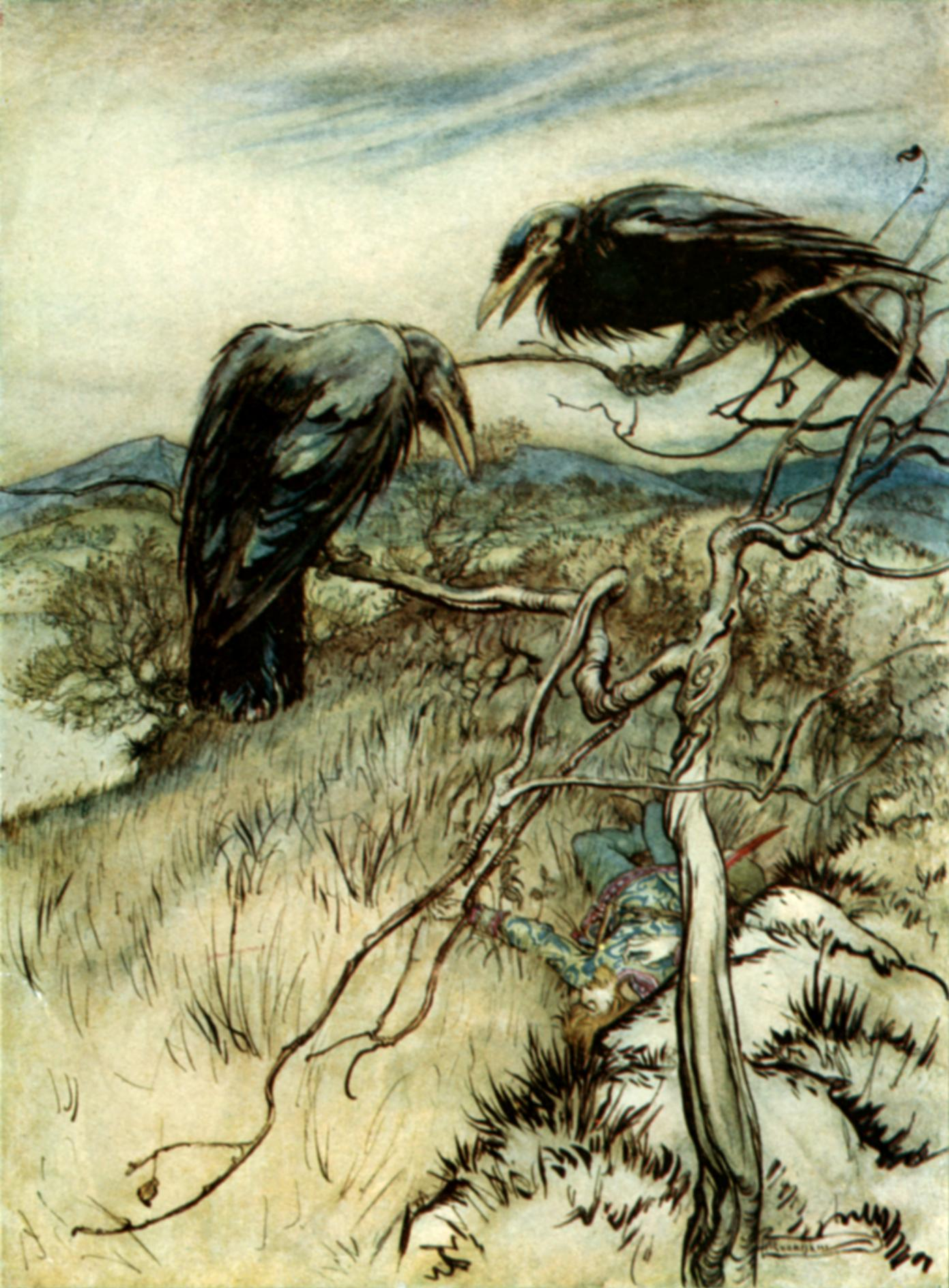
Bức vẽ trứ danh Ba con quạ (The Three Ravens hay "Twa Corbies") của Arthur Rackham, một hình tượng thị giác về nhạc Ballad

Ballad là dòng nhạc nhẹ nhàng, trữ tình bắt nguồn từ dòng nhạc country và folk vì giai điệu chậm, thong thả (thường được độc tấu bằng piano, guitar hoặc violin). Ballad là một trong những loại nhạc dùng từ ngữ thanh cao như không hoa mỹ, nhưng đủ để tạo cảm hứng và làm cho người nghe có cảm giác dễ chịu khi thưởng thức. Ngày nay ballad đã bị pha trộn bởi nhiều thể loại nhạc khác (rock ballad, ballad opera, folk ballad) nhưng Pop ballad vẫn được chú ý nhất.

## Nguồn gốc

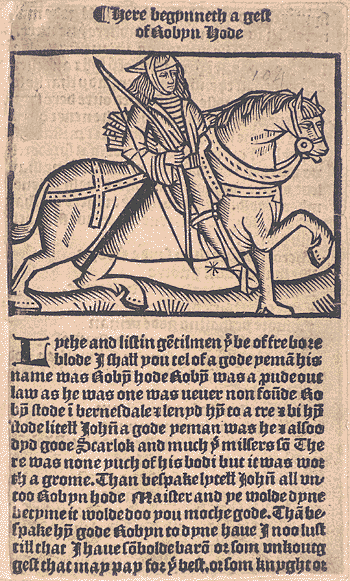
Một bản ballad được in vào thế kỉ XVI, the A Gest of Robyn Hode

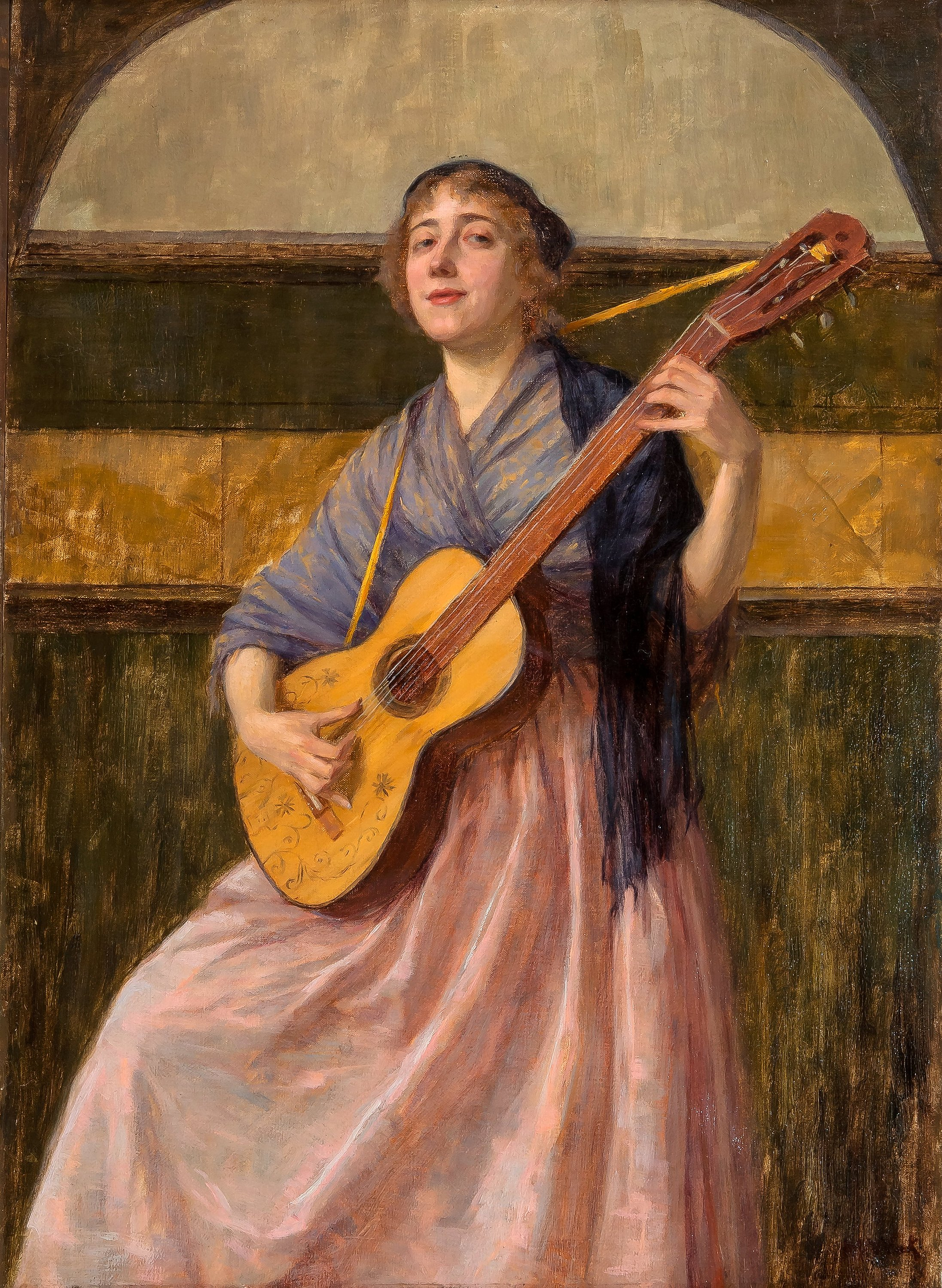
Maria Wiik, "Ballad" (1898)